# Bandilan
Bandilan is een bestuurslaag in het regentschap Bondowoso van de provincie Oost-Java, Indonesië. Bandilan telt 5141 inwoners (volkstelling 2010).